# قائمة الفائزين بجائزة دولة الكويت لمكافحة السرطان وأمراض القلب والأوعية الدموية والسكري في إقليم شرق المتوسط
تتضمن هذه المقالة قائمة الحائزين على جائزة دولة الكويت لمكافحة السرطان وأمراض القلب والأوعية الدموية والسكري في إقليم شرق المتوسط وتمنحها منظمة الصحة العالمية.
أسّست دولة الكويت المؤسسة عام 2003، لتشرف على منح الجائزة للأفراد الذين قدّموا مساهمة استثنائية في الوقاية من مرض السكري أو أمراض القلب والأوعية الدموية أو السرطان أو مكافحتها أو دراستها. وتتكون الجائزة من ميدالية برونزية ومبلغ مالي قدره 5000 دولار أمريكي، ويمكن منحها لشخص واحد أو أكثر مرة واحدة في السنة.

## قائمة الحائزين على الجائزة
| السنة | الاسم               | الدولة   |
| ----- | ------------------- | -------- |
| 2006  | سامر علام           | لبنان    |
| 2007  | كامل العجلوني       | الأردن   |
| 2009  | نعيم جعفري          | باكستان  |
| 2009  | محمود السرحان       | الأردن   |
| 2010  | باقر لاريجاني       | إيران    |
| 2010  | علي جعفر محمد       | عمان     |
| 2011  | علي رضا مقدم        | إيران    |
| 2012  | محمد محسن إبراهيم   | مصر      |
| 2014  | خالد أحمد الصالح    | الكويت   |
| 2016  | نزال سارادزادكان    | إيران    |
| 2018  | محمد ابراهيم خمسه   | إيران    |
| 2019  | عبلة محيو السباعي   | لبنان    |
| 2019  | علي رضا استغاماتي   | إيران    |
| 2019  | سمر الحمود          | السعودية |
| 2020  | سلافة خالد محمد علي | السودان  |